# Julien Benda
Julien Benda (Paris, 26 de Dezembro de 1867 - ibid., 7 de Junho de 1956) foi um crítico, escritor e filósofo francês, celebrizado pela sua obra La Trahison des clercs (A Traição dos Clérigos ou, em alternativa, A Traição dos Intelectuais), de 1927.

## Vida
Originário de rica família judaica, Julien Benda ficou à frente da empresa de exportação familiar até à falência desta em 1913, devendo a partir de então sobreviver da sua escrita.
Na filosofia, foi um crítico implacável das ideias de Bergson em várias obras, a primeira das quais Le Bergsonisme ou Une philosophie de la mobilité (1912), baseando-se nos argumentos de Descartes, Espinosa e do classicismo francês.
Politicamente, era muito difícil de rotular. Chamaram-lhe "reaccionário de esquerda", se isso significava alguma coisa. Foi dreyfusard e crítico acerado da autoritária Action Française, do fascismo e do nazismo. Conservador no plano estético e considerado "anti-moderno", Benda foi um teórico da independência política e da neutralidade partidária dos intelectuais. Na sua opinião, os homens de espírito, ou clérigos, termo com que pretendeu acentuar a sua nobre missão ou clericatura (clericato), deveriam preocupar-se acima de tudo com a defesa dos valores eternos, abstractos e universais da verdade, justiça e liberdade, recusando a tentação laica das paixões de nação, raça, classe ou religião, isto é, o nacionalismo, o marxismo, o racismo, o nacionalismo judaico, a xenofobia e o militarismo. 
Não pregou, porém, a indiferença ou neutralidade perante as realidades da injustiça, da mentira e da opressão: o intelectual tinha o dever de descer à praça pública para tomar posição intransigente em defesa, exclusivamente, dos valores eternos e universais quando ameaçados.
No final da vida, com mais de 80 anos, Benda traiu os princípios que ele próprio propagandeara, tornando-se um apoiante da União Soviética de Stalin e dos processos políticos forjados contra opositores condenados à morte, embora nunca tivesse aderido ao comunismo.

## Obras em francês
- Dialogues à Byzance, La Revue blanche, 1900
- Mon premier testament, Cahiers de la Quinzaine, 1910
- Dialogue d'Eleuthère, Cahiers de la Quinzaine, 1911
- L'Ordination, Cahiers de la Quinzaine, 1911
- Le Bergsonisme, ou Une philosophie de la mobilité, Mercure de France, 1912
- Une philosophie pathétique, Cahiers de la Quinzaine, 1913
- Sur le succès du bergsonisme. Précédé d'une Réponse aux défenseurs de la doctrine', Mercure de France, 1914
- Les Sentiments de Critias, Emile-Paul frères, 1917
- Belphégor : essai sur l'esthétique de la présente société française, Emile-Paul frères, 1918
- Les Amorandes, Emile-Paul frères,  1921
- Le Bouquet de Glycère, trois dialogues, Emile-Paul frères,  1921
- La Croix de roses ; précédé d'un dialogue d'Eleuthère avec l'auteur, Grasset, 1923
- Billets de Sirius, Le Divan, 1925
- Lettres à Mélisande pour son éducation philosophique, Le livre, 1925
- Pour les vieux garçons, Emile-Paul frères, 1926
- La Trahison des clercs, Grasset, 1927 (A Traição dos Intelectuais)
- Les Amants de Tibur, Grasset, 1928
- Cléanthis ou Du beau et de l'actuel, Grasset, 1928
- Properce, ou, Les amants de Tibur', Grasset, 1928
- Supplément à De l'esprit de faction de Saint-Evremond, éditions du Trianon, 1929
- Appositions, Nouvelle Revue Française, 1930
- Esquisse d'une histoire des Français dans leur volonté d'être une nation, Gallimard, 1932
- Discours à la nation européenne, Gallimard, 1933
- La jeunesse d'un clerc, Gallimard, 1936
- Précision (1930-1937), Gallimard, 1937
- Un régulier dans le siècle, Gallimard, 1938
- La grande épreuve des démocraties : essai sur les principes démocratiques : leur nature, leur histoire, leur valeur philosophique, Éditions de La Maison Française, 1942
- Un Antisémite sincère, Comité National des écrivains, 1944
- La France byzantine, ou, Le triomphe de la littérature pure : Mallarmé, Gide, Proust, Valéry, Alain Giraudoux, Suarès, les Surréalistes : essai d'une psychologie originelle du littérateur, Gallimard, 1945
- Exercice d'un enterré vif, juin 1940-août 1944, Éditions des Trois Collines, 1945
- Du Poétique selon l'humanité, non selon les poètes, Editions des Trois Collines, 1946
- Non possumus. À propos d'une certaine poésie moderne, Editions de la Nouvelle Revue Critique, 1946
- Le rapport d'Uriel, Flammarion, 1946
- Tradition de l'existentialisme, ou, Les philosophies de la vie, Grasset 1947
- Trois idoles romantiques : le dynamisme, l'existentialisme, la dialectique matérialiste, Mont-Blanc, 1948
- Du style d'idées : réflexions sur la pensée, sa nature, ses réalisations, sa valeur morale, Gallimard, 1948
- Deux croisades pour la paix juridique et sentimentale, Editions du Temple, 1948
- Songe d'Éleuthère,  Grasset, 1949
- Les cahiers d'un clerc, 1936-1949, Emile-Paul frères, 1950
- De Quelques constantes de l'esprit humain, critique du mobilisme contemporain, Bergson, Brunschvieg, Boutroux, Le Roy, Bachelard, Rougier, Gallimard, 1950
- Mémoires d'infra-tombe, Juillard, 1952